# Тингсрюд (община)
Община Тингсрюд (на шведски: Tingsryds kommun) е административна единица, разположена на територията на лен Крунубери, Южна Швеция. Притежава обща площ 1213 km2 и население 12 156 души (към 31 декември 2013). На север община Тингсрюд граничи с общините Алвеста, Векшьо и Лесебу, на изток с община Емабуда от лен Калмар, на юг с общините Улофстрьом, Карлсхамн и Ронебю от лен Блекинге, а на запад с община Елмхулт. Административен център на община Тингсрюд е едноименният град Тингсрюд.

## Население
Населението на община Тингсрюд през последните няколко десетилетия е с тенденция към намаляване. Гъстотата на населението е 11,58 д/km2.
| Население на община Тингсрюд в годините между 1970 и 2010 | Население на община Тингсрюд в годините между 1970 и 2010 | Население на община Тингсрюд в годините между 1970 и 2010 | Население на община Тингсрюд в годините между 1970 и 2010 | Население на община Тингсрюд в годините между 1970 и 2010 |
| --------------------------------------------------------- | --------------------------------------------------------- | --------------------------------------------------------- | --------------------------------------------------------- | --------------------------------------------------------- |
| Година                                                    |                                                           |                                                           | Население                                                 |                                                           |
| 1970                                                      | 1970                                                      |                                                           | 14 982                                                    | 14 982                                                    |
| 1975                                                      | 1975                                                      |                                                           | 14 735                                                    | 14 735                                                    |
| 1980                                                      | 1980                                                      |                                                           | 14 773                                                    | 14 773                                                    |
| 1985                                                      | 1985                                                      |                                                           | 14 376                                                    | 14 376                                                    |
| 1990                                                      | 1990                                                      |                                                           | 14 507                                                    | 14 507                                                    |
| 1995                                                      | 1995                                                      |                                                           | 14 367                                                    | 14 367                                                    |
| 2000                                                      | 2000                                                      |                                                           | 13 371                                                    | 13 371                                                    |
| 2005                                                      | 2005                                                      |                                                           | 12 793                                                    | 12 793                                                    |
| 2010                                                      | 2010                                                      |                                                           | 12 231                                                    | 12 231                                                    |
| Източник: SCB - Преброяване по регион и време             |                                                           |                                                           |                                                           |                                                           |

## Селищни центрове в общината
Селищните центрове (на шведски: tätort) в община Тингсрюд са 8 и към 31 декември 2010 година имат съответно население:
| # | Селищен център         | Население към 31 декември 2010 |
| - | ---------------------- | ------------------------------ |
| 1 | Тингсрюд (Tingsryd)    | 3037                           |
| 2 | Рюд (Ryd)              | 1415                           |
| 3 | Векелсонг (Väckelsång) | 905                            |
| 4 | Уршхулт (Urshult)      | 794                            |
| 5 | Линерюд (Linneryd)     | 488                            |
| 6 | Конга (Konga)          | 476                            |
| 7 | Ревемола (Rävemåla)    | 294                            |
| 8 | Фридафорш (Fridafors)  | 221                            |

Административният център на община Тингсрюд е удебелен.